# Alex Quinn (racerkører)
Alex Quinn (født 29. december 2000) er en britisk racerkører. Han er den nuværende rookie cup mester i Formula Renault Eurocup.

## Karriere

### Karting
Født i Truro og baseret i nærheden af Camelford, startede Quinn sin kartingkarriere i 2011. Han konkurrerede i flere mesterskaber, såsom Super 1 National Rotax Mini Max Championship og vandt flere nationale kartingmesterskaber.

### Lavere formler
I 2016 debuterede Quinn i racerløb i F4 British Championship, hvor han kørte for Fortec Motorsport. Han vandt tre løb og blev kronet som vinder af rookie cup.
Den britiske chauffør fortsatte med at køre i F4 British Championship i 2017 og samarbejdede med Oscar Piastri og Ayrton Simmons på TRS Arden. Chaufføren ville ende med at blive fjerde i klassementet, slå Simmons, men slutte bag Piastri, hvor australieren blev vicemester.
Quinn spillede også en engangsoptræden i BRDC British Formula 3 Championship samme år og scorede en podie på Donington med Lanan Racing.

### Britisk GT Mesterskab
I 2018 konkurrerede Quinn i seks løb i det Britiske GT Mesterskab i GT4 klassen. Kører for Steller Performance, Quinn scorede ingen point.

### Formula Renault Eurocup
I starten af 2019 var Quinn ikke i stand til at finde en plads i et mesterskab. Imidlertid fik han midtvejs i sæsonen mulighed for at få sin debut i Formula Renault Eurocup for sit tidligere F4-hold Arden Motorsport. Han kørte i tre weekender og formåede at score et podie ved henholdsvis Nürburgring og Catalunya. Quinn blev nummer 13 i den endelige stilling.
I 2020 erstattede Quinn Jackson Walls, der ikke var i stand til at rejse til Europa på grund af COVID-19-rejsebegrænsninger. Quinn fik pole position for sæsonens første løb, scorede i alt fem podier i løbet af sæsonen og vandt det andet løb på Spa, hvilket hjalp ham til fjerde i førermesterskabet. Han vandt også rookie -titlen.